# Thecla arenicola
Thecla arenicola är en fjärilsart som beskrevs av Jörgensen 1934. Thecla arenicola ingår i släktet Thecla och familjen juvelvingar. Inga underarter finns listade i Catalogue of Life.